# マニプリ語
マニプリ語（マニプリご）は、インド北東部のマニプル州の主要な言語である。
メイテイ語、マニプル語、マニプール語、マニプリー語とも表記される。
マニプリ、マニプリーという名称はマニプル州のマニプルという地名が由来である。
マニプル州の公用語の一つであり、インド憲法の第8付則言語の一つでもある。
インドのアッサム州、トリプラ州、バングラデシュ、ミャンマーにも話者がいる。

## 文字
表記はベンガル文字を使用する。
マニプリ語の音韻組織に合わないところもあるため、18世紀まで使われていたメイテイ文字（マニプル文字）を復興させる努力がなされている。